# Parathelypteris glanduligera
Parathelypteris glanduligera là một loài thực vật có mạch trong họ Thelypteridaceae. Loài này được (Kunze) Ching mô tả khoa học đầu tiên năm 1963.